# Commissaris-Blütenfledermaus
Die Commissaris-Blütenfledermaus (Glossophaga commissarisi) ist eine Blütenfledermaus aus der Familie der Blattnasen (Phyllostomidae), die in Zentral- und Südamerika beheimatet ist.

## Beschreibung
Die Commissaris-Blütenfledermaus ist eine eher kleine Fledermausart mit einem durchschnittlichen Gewicht von 9 bis 10 Gramm. Das Fell ist dunkelbraun und einfarbig. Wie bei vielen Fledermausarten kann es jedoch manchmal zu partiellem Albinismus kommen, der sich durch kleine weiße Flecken im ansonsten normal gefärbten Fell auszeichnet. Wie die meisten Vertreter der Blattnasen besitzt auch Glossophaga commissarisi ein ausgeprägtes Nasenblatt.
Der Gattungsname Glossophaga leitet sich vom griechischen glossa (= Zunge) und phagein (= essen) ab. Die Art Glossophaga commissarisi wurde nach Larry R. Commissaris benannt, einem früh verstorbenen Doktoranden und Kollegen des Erstbeschreibers der Art, A. L. Gardner.

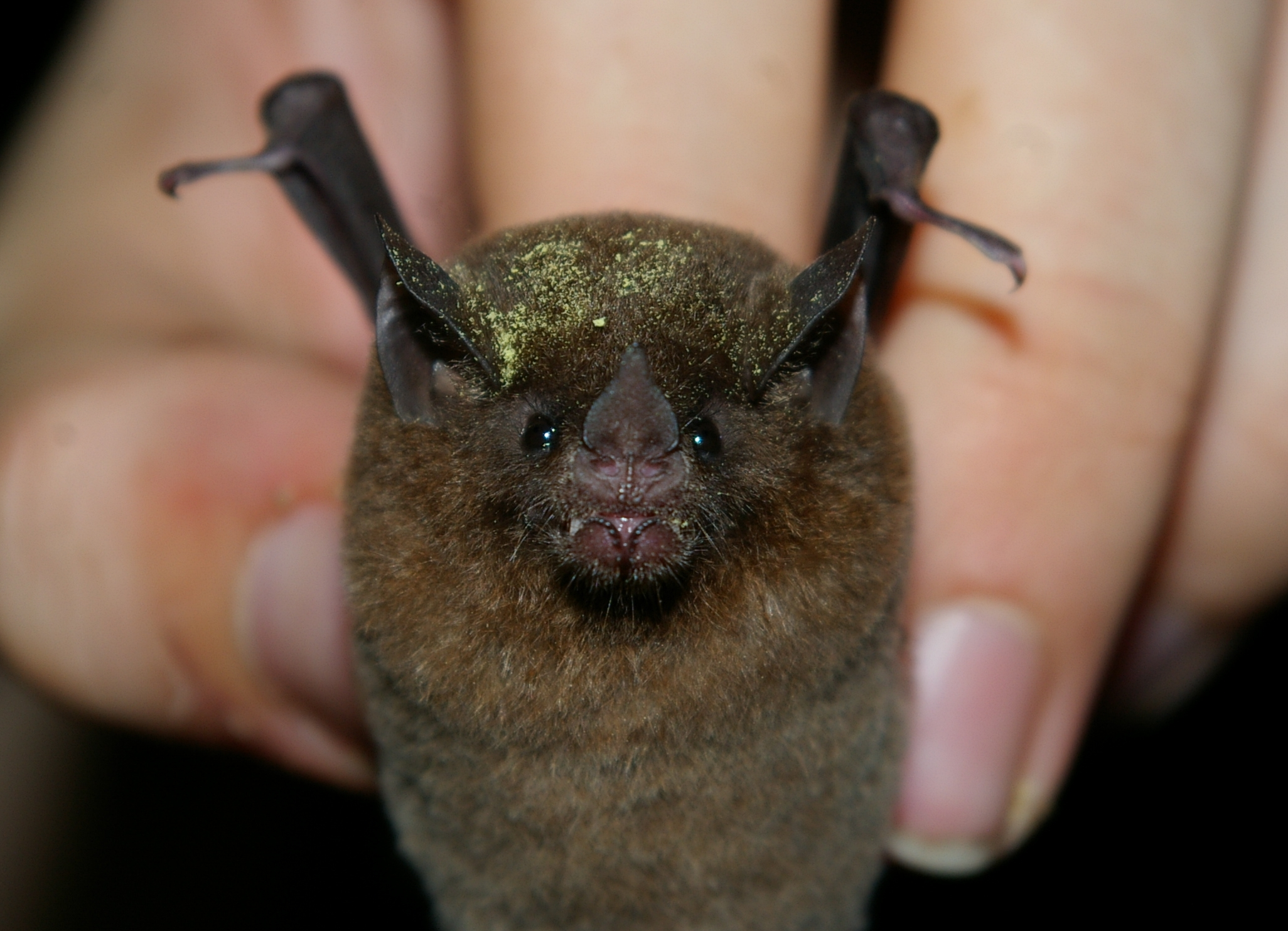
Pollen am Kopf der Commissaris-Blütenfledermaus

## Lebensweise
Die Commissaris-Blütenfledermaus hängt tagsüber in Höhlen, Gebäuden und hohlen lebenden Bäumen. Obwohl die Art zu den Blumenfledermäusen zählt, ernährt sie sich nicht nur von Nektar und Pollen, sondern auch von Insekten und Früchten, weswegen diese Art eher als Nahrungsopportunist statt als -spezialist gilt.
Durch ihre Ernährungsweise sind Blumenfledermäuse wichtige Bestäuber von Pflanzen. Bekannte Pflanzen, die durch die Commissaris-Blütenfledermaus bestäubt werden, sind der Kaktus Weberocereus tunilla und die Kletterpflanze Mucuna holtonii aus der Familie der Hülsenfrüchtler.

## Fortpflanzung
Weibchen werden im Alter von etwa einem Jahr geschlechtsreif. Trächtige Weibchen wurden sowohl in der ersten wie auch in der zweiten Hälfte des Jahres gefangen, weswegen man annimmt, dass Glossophaga commissarisi bimodal polyoestrisch ist. In einer Studie wurden Weibchen wiedergefangen, die zu beiden Zeitpunkten im selben Jahr trächtig waren. Diese Fledermäuse können somit zweimal pro Jahr Jungtiere zur Welt bringen.

## Verbreitung und Lebensraum

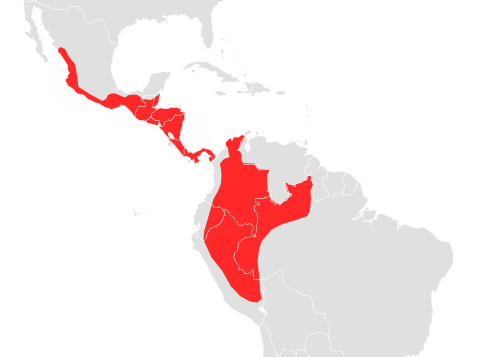
Verbreitungsgebiet der Commissaris-Blütenfledermaus

Die Verbreitung der Commissaris-Blütenfledermaus reicht von Mexiko über Panama, Kolumbien, den Osten Ecuadors und Perus bis in den Nordwesten Brasiliens, wo die Art bis zu einer Höhe von 2400 m.ü.M vorkommt. Ihr Bestand wird von der IUCN dank der weiten Verbreitung und dem Vorkommen in geschützten Gebieten als stabil und ungefährdet eingestuft.